# Pierre Hurmic

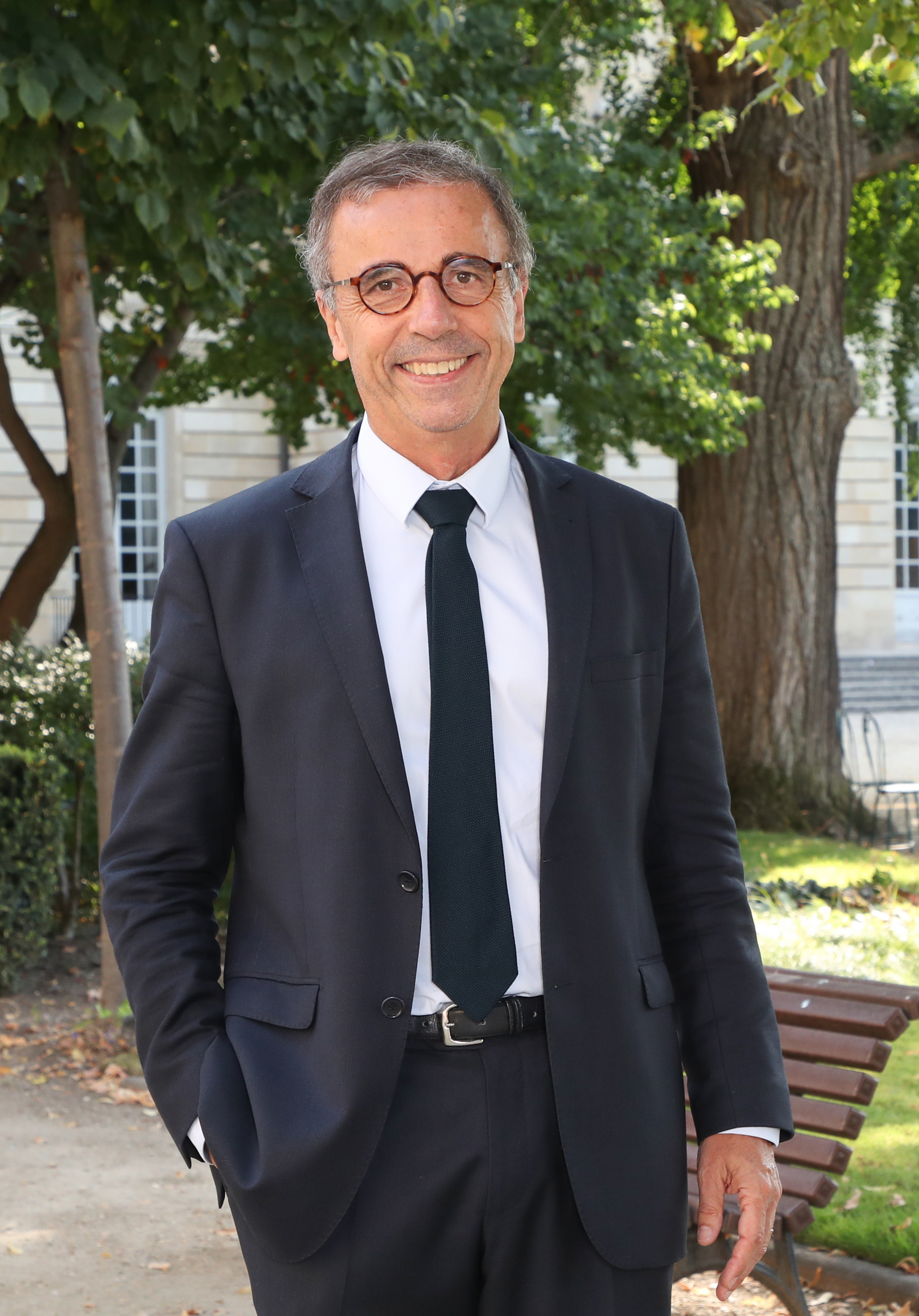
Pierre Hurmic 2020

Pierre Hurmic (geboren am 10. April 1955 in Saint-Palais in den Basses-Pyrénées (jetzt Pyrénées-Atlantiques)) ist ein französischer Rechtsanwalt und Politiker. Hurmic ist Mitglied der Partei Europe Écologie Les Verts (Grüne).
Nach 25 Jahren in der Opposition gegen Alain Juppé und später Nicolas Florian wurde er nach der Kommunalwahl 2020 zum Bürgermeister von Bordeaux gewählt. Damit wechselte die Stadt, die 73 Jahre lang eine Hochburg der Rechten war, ins Lager der Umweltschützer und der Linken.

## Leben und Wirken
Der in Saint-Palais im Baskenland geborene Pierre Hurmic ist der Sohn eines Chirurgen und einer Krankenschwester. Seine Eltern sind beide praktizierende Katholiken.
Im Alter von elf Jahren verließ er 1966 Saint-Palais, um eine Mittelschule und das Gymnasium Saint Louis de Gonzague in Bayonne zu besuchen. Hurmic sagt heute dazu: « C'était entre le monastère et la caserne » (deutsch: „Es war etwas zwischen einem Kloster und einer Kaserne.“). In dieser Zeit las er die Werke von Victor Hugo und Charles Péguy, wobei er sich besonders für Letzteren interessierte.
Er kam 1973 nach Bordeaux, um sein Hochschulstudium der Rechts- und Politikwissenschaften fortzusetzen. Später wurde er neben seinem Studium von Roger Galy (1923–2012), dem Chefredakteur der Wochenzeitung La Vie de Bordeaux, eingestellt.
Am Institut d’études politiques de Bordeaux besuchte er die Vorlesungen von Jacques Ellul, die sein politisches Engagement beeinflussen sollten, wobei Ellul stets sein Misstrauen gegenüber der Politik im Allgemeinen und der politischen Ökologie im Besonderen bekräftigt hat.
Pierre Hurmic ist verheiratet und hat zwei Kinder. Er wohnt im Stadtteil Saint-Genès in Bordeaux; seine Anwaltskanzlei befindet sich gegenüber dem neuen Justizpalast von Bordeaux in der Rue des Frères-Bonie.
Einer seiner ersten Prozesse war die Verteidigung von Noël Mamère in einem Rechtsstreit mit Simone Rossignol, der ehemaligen Bürgermeisterin von Bègles (1971–1984), die ihn der Verleumdung beschuldigte. Hurmic begleitete den Bürgermeister von Bègles nach Toulouse, wo der Prozess stattfand, und im Auto auf der Fahrt schlug Mamère ihm vor, der Génération Écologie beizutreten.

## Politischer Werdegang

### Die Anfänge
Nach seinem Engagement in Vereinen (aktives Mitglied der NGO Action contre la faim ‚Aktion gegen den Hunger‘ und des lokalen Vereins „Trans'CUB“) und in Berufsverbänden (Départementsvorsitzender der Syndicat des avocats de France) begann er 1990 mit der Politik. Er war an der Gründung der Génération Écologie beteiligt, bevor er sich 1998 den Les Verts ‚Grüne‘ anschloss.
Hurmic war ab 1992 Regionalratsmitglied unter dem Etikett Génération Écologie, verließ jedoch die Fraktion im Dezember 1994, nachdem er seine Meinungsverschiedenheiten mit dem Vorsitzenden Brice Lalonde zum Ausdruck gebracht hatte.
Seit 1992 war er Vorsitzender der grünen Fraktion im Regionalrat und wurde 1998 wiedergewählt. 2004 verzichtete er auf eine erneute Kandidatur.

### Kommunalpolitik in Bordeaux
Von 1995 bis 2020 beteiligte sich Hurmic regelmäßig an den Kommunalwahlkämpfen in Bordeaux. Die von ihm angeführte Liste erzielte gewöhnlich so viele Stimmen, dass sie mehrere Sitze im Stadtrat besetzen konnte. Die Liste, die die meisten Stimmen erzielte, wurde ebenso regelmäßig von Alain Juppé angeführt.

#### Die Kommunalwahl von 2020
Im Juni 2019 veröffentlichte Hurmic den Aufruf der Grünen von Bordeaux mit dem Titel „Bordeaux für das Klima, die Ökologie, die Solidarität“. Im September 2019 erklärte er offiziell seine Kandidatur für das Amt des Bürgermeisters von Bordeaux und gab die ersten Grundlagen seines Programms bekannt. Er wurde von der Sozialistischen Partei, der Kommunistischen Partei Frankreichs und der Parti radical de gauche sowie von Génération.s, Nouvelle Donne und Place publique unterstützt.
Im ersten Wahlgang im März 2020 kam seine Liste mit rund 34 % der abgegebenen Stimmen auf den zweiten Platz und lag nur rund 100 Stimmen vor der Liste des amtierenden Bürgermeisters Nicolas Florian. Dieses Ergebnis zwang den Kandidaten der Rechten für das Bürgermeisteramt von Bordeaux zum ersten Mal seit 1947 in eine Stichwahl. Aufgrund der Coronavirus-Krise wurde diese zweite Abstimmung auf Juni 2020 verschoben. Sie fand in einer Dreieckssituation statt, in dem die Hurmic-Liste mit einer rechten Koalition aus dem amtierenden Bürgermeister und En Marche sowie mit der Liste „Bordeaux en luttes“ der antikapitalistischen Linken konkurrierte.
Hurmics Liste setzte sich im zweiten Wahlgang mit 46,5 % der Stimmen an die Spitze, vor der Liste des amtierenden Bürgermeisters Nicolas Florian (44,1 %) und der Liste von Philippe Poutou (NPA und LFI, 9,4 %). Durch diesen Sieg erhielt seine Liste 48 Stadtratssitze; die rechte Liste erhielt 14 und die linksradikale Liste drei. Pierre Hurmic wurde bei der Stadtratssitzung am 3. Juli zum Bürgermeister von Bordeaux gewählt.

## Standpunkte

### Das Grand Stade
Pierre Hurmic war schon immer gegen das Projekt Grand Stade in Bordeaux, das er als „politischen und wirtschaftlichen Irrweg“ bezeichnet. Er prangert regelmäßig die Auswüchse des kommerziellen Fußballs an und ist der Meinung, dass dort getätigte Investitionen nicht nachhaltig sind. Er erklärte, das Stadion in Bordeaux habe für die Weltmeisterschaften 1998 und 2006 den UEFA-Standards entsprochen, sei für die EM 2016 aber nicht mehr geeignet gewesen. Er äußerte: „morgen werden neue Standards entstehen und man wird uns erneut auffordern, dass wir uns daran anpassen“. Seiner Meinung nach haben öffentliche Gelder im Profifußball nichts zu suchen. Er ist nicht grundsätzlich gegen ein vollständig privat finanziertes Stadion und stützt sich dabei insbesondere auf die Aussagen von Philippe Séguin, dem ehemaligen ersten Präsidenten des Rechnungshofs, der den Vorsitz der Kommission „Grands Stades“ innehatte, in dessen Bericht vom Dezember 2008.
In der Stadtratssitzung vom 2. März 2015 bezeichnete Pierre Hurmic das Grand Stade de Bordeaux als „das protzigste Stadion auf dem Gebiet der Ökologie“, insbesondere im Vergleich zu den drei anderen Städten, die sich für den Bau eines Stadions als Austragungsort der EM 2016 entschieden haben, nämlich Lyon, Lille und Nizza. Tatsächlich ist das Grand Stade de Bordeaux in ökologischer Hinsicht weniger ambitioniert als die Stadien in anderen Städten (in Bezug auf Regenwassernutzung, Photovoltaikanlagen, Geothermie).

### Straßenrecht
Anlässlich einer Verordnung der Stadtverwaltung von Bordeaux vom Januar 2004 über das Verbot der Nutzung von Skateboards in Fußgängerzonen äußerten sich die Abgeordneten der Grünen besorgt über ein Verbot, das später beispielsweise auch Inline-Skates betreffen könnte. Bei dieser Gelegenheit schlug Hurmic vor, dass Bordeaux ein Pilotprojekt für die Ausarbeitung eines Straßenverordnung, des städtischen Äquivalents zur Straßenverkehrsordnung, durchführen sollte. Er erhielt für diesen Vorschlag insbesondere die Unterstützung von Alain Juppé. Ein erstes Treffen fand im Januar 2007 statt, bei dem eine Reihe von gewählten Vertretern und Nutzerverbänden ihre Ideen für die Ausarbeitung des Straßenverordnung vorstellten. Bei dieser Gelegenheit wurden Maßnahmen angekündigt, wie z. B. die Einführung von Zweirichtungsfahrradspuren im Stadtzentrum und blinkenden Pfeilen für Radfahrer an Ampeln. Auch andere Experimente waren vorgesehen, wie z. B. das Fahren auf Busspuren für Inline-Skater.
Im Juli 2007 wurde anlässlich der Mobilitätswoche die Einführung dieses Straßenkodex für September desselben Jahres angekündigt.
Und tatsächlich: Am 19. September stellen Juppé und Hurmic gemeinsam den Code de la rue vor. Bei dieser Gelegenheit kündigt Juppé an, dass er über die Einführung eines Selbstbedienungsfahrrads nach dem Vorbild des Vélib' in Paris nachdenkt.

### Die Eheschließung für Alle
Hurmic missbilligte die Hochzeit zwischen zwei Männern, die Noël Mamère am 5. Juni 2004 in Bègles medienwirksam traute unter Hinweis darauf, dass diese illegal war. Das Kassationsgericht annullierte diese Ehe übrigens in einem Urteil vom 13. März 2007.
Als Verfechter der Gewissensfreiheit war er einer der Verteidiger des ehemaligen Ersten Stellvertreters Hugues Martin, der sich im Mai 2013 auf die Gewissensklausel berief, um die durch das Gesetz vom 17. Mai 2013 legal gewordene gleichgeschlechtliche Ehe nicht zu schließen, und der Meinung war, dass „die Meinungsfreiheit zu verteidigen bedeutet, die Freiheit derer zu verteidigen, die nicht so denken wie wir“.
Pierre Hurmic schloss dann seinerseits die zweite gleichgeschlechtliche Ehe in Bordeaux.

### Das kollektive Gedächtnis: Der Sklavenhandel

#### Ortsnamen

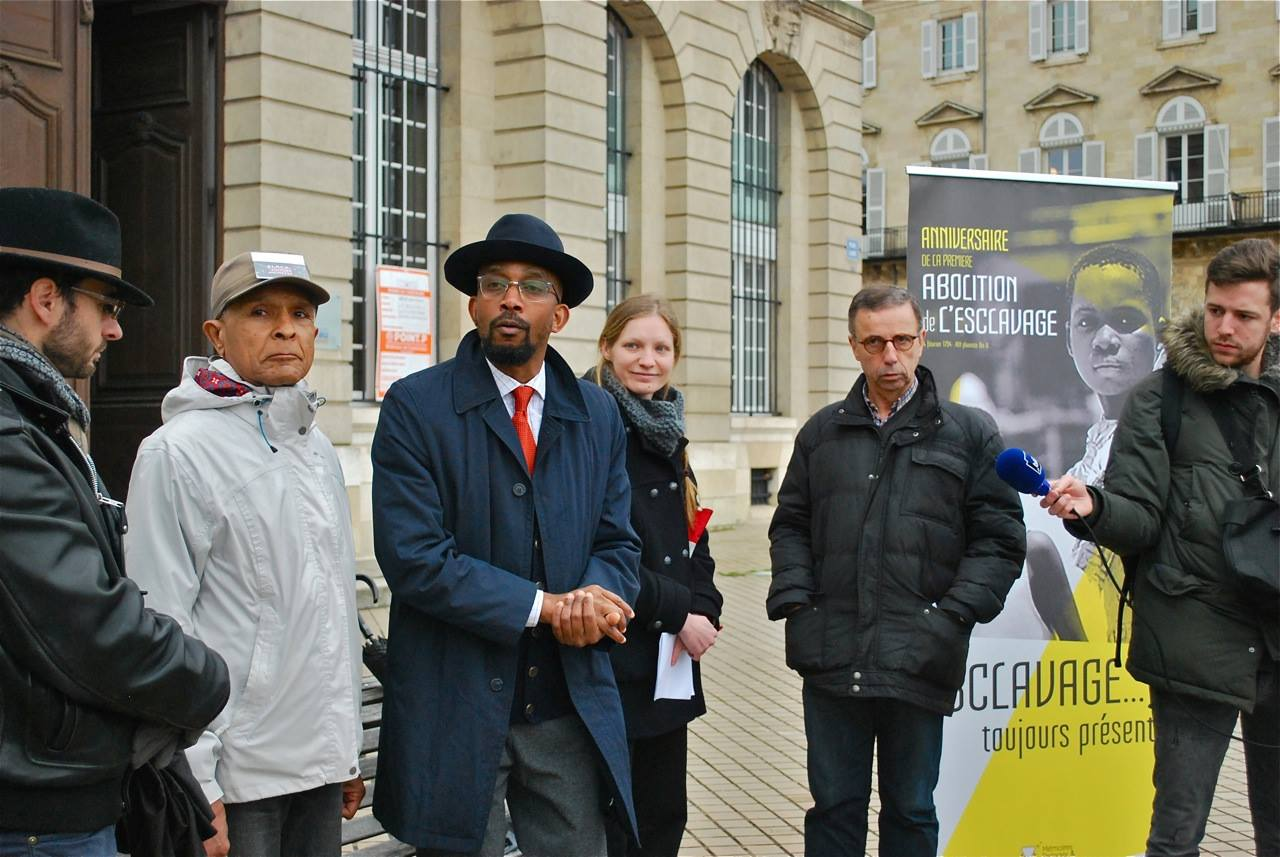
Veranstaltung am 20. Februar 2018 in Bordeaux. Anwesend waren auch Karfa Diallo und die stellvertretende Abgeordnete Tiphaine Maurin.

Am 20. Februar 2018 kam Pierre Hurmic, damals Stadtrat der Opposition, auf die Place Lainié, um Karfa Diallo und den Verein Mémoires & Partages bei einem Happening zu unterstützen, bei dem er die Anbringung von erklärenden Tafeln in Straßen mit Namen von Sklavenhändlern forderte. Die amtierende Stadtverwaltung kam dieser Forderung schließlich mit der Installation von solchen Tafeln in sechs Straßen nach.
Im Jahr 2020 antwortete Hurmic in der Zwischenrunde der Kommunalwahlen auf einen offenen Brief von Karfa Diallo. Er kündigte an, Gebäude, die nach Sklavenhändlern benannt sind (Schulen, Stadthallen, Sporthallen), umzubenennen, mehr Schilder in den Straßen aufzustellen und mehr Straßen, Plätze und Denkmäler nach Persönlichkeiten zu benennen, die für Vielfalt stehen oder sich für antirassistische und antikoloniale Anliegen eingesetzt haben.
2021 wurden in Umsetzung seines Programms drei neue Schulen im Viertel Bassins à flot nach Nelson Mandela, Billie Holiday und Modeste Testas benannt. Dann, am 13. Mai 2022, enthüllte die grüne Stadtverwaltung eine erklärende Tafel in der Rue Colbert.

#### Erinnerungsstätte
Im Mai 2021 versprach der neue grüne Bürgermeister Pierre Hurmic anlässlich des nationalen Gedenktags für Sklavenhandel und Sklaverei die Einrichtung einer öffentlichen Gedenkstätte. Er verlangte, dass bis zum Ende seiner Amtszeit ein „offenes“ Denkmal geschaffen werden sollte, das ein echter Erinnerungsort in der Stadt sein soll.
Am 9. Mai 2022 betraute der Bürgermeister von Bordeaux Karfa Diallo mit dem Vorsitz einer Vorabklärungskommission, die einen Bericht verfassen sollte, um die Konturen eines Hauses gegen Sklaverei zu entwerfen. Die Kommission umfasst etwa 30 Mitglieder (Verbände, Politiker, Historiker, Mitglieder der Zivilgesellschaft usw.). Zu ihnen gehören u. a. Clément Rossignol Puech, Bürgermeister von Bègles, Norbert Fradin, Gründer des Musée Mer Marine, Julie Duprat, Historikerin und Archivarin, Philippe Barre, Gründer von Darwin, Naïma Charaï, ehemalige Präsidentin der ACSE, Hugues Martin, ehemaliger Bürgermeister von Bordeaux, die Abgeordneten des Departements Gironde Alain David und Loïc Prud'homme, Olivier Escots, stellvertretender Bürgermeister von Bordeaux und delegierter Stadtrat, der sich mit dem Thema Gedächtnis befasst, sowie die Dichter Gabriel Okoundji und Donatien Garnier.
Ein Jahr später, nach einer Bürgerbefragung, die vom 28. Januar bis zum 28. April 2023 stattfand und von zehn Workshops an verschiedenen Orten in Bordeaux und seiner Metropolregion begleitet wurde, sowie der Anhörung von rund 40 Persönlichkeiten, legte die Kommission für die Vorauswahl dem Bürgermeister von Bordeaux ihren Bericht vor. Darin wurde vorgeschlagen, die Erinnerungsstätte, die nun Maison Esclavages et Résistances heißen soll, auf dem ehemaligen Borifer -Gelände im Viertel Bastide.

### Andere Aktivitäten
Im September 2020 löste seine Ankündigung, den Weihnachtsbaum in Bordeaux abschaffen zu wollen, laut Le Monde „einen Sturm der Entrüstung“ aus, Kritik an der „Twittosphäre“ und den Medienkommentaren über die neue Stadtverwaltung von Bordeaux. Während eine Petition 12.000 Unterschriften sammelte, um die Beibehaltung des Weihnachtsbaums für die Feiertage zu fordern, bestätigte Hurmic seine Entscheidung und erklärte, er wolle keine „toten Bäume“ mehr auf den Plätzen der Stadt haben.
Er bedauerte, die Angelegenheit sei instrumentalisiert und aus dem Zusammenhang gerissen worden: „Auf einer Pressekonferenz, die über eine Stunde dauerte, habe ich 30 Sekunden lang über den Baum gesprochen und gesagt, dass es nicht in Frage kommt, dass wir dieses Jahr das Experiment mit einem Baum wiederholen, der 60.000 Euro gekostet hatte und vom Sturm gefällt worden war. Aber daraus ist ein Bürgermeister geworden, der gegen Weihnachtsbäume und Weihnachtsfeiern ist […]“. Er erklärte, er wolle „innovativ“ sein und insbesondere eine Mapping-Show auf der Westfassade der Kathedrale vorschlagen und daran arbeiten, „echte Bäume auf diesem extrem mineralischen Platz zu pflanzen“.
Die Kosten für den künstlichen Weihnachtsbaum, der vollständig aus Glas und Metall besteht, belaufen sich auf 135.000 Euro, womit er sich laut dem Stadtkämmerer innerhalb von fünf Jahren amortisieren würde.

## Tätigkeit als Rechtsanwalt
Hurmic eröffnete seine Anwaltskanzlei 1984.
Besonders medienwirksame Fälle, die er bearbeitet hat, waren die Verteidigung von Bertrand Cantat, der 2004 in Vilnius wegen des Mordes an Marie Trintignant vor Gericht stand, die Klagen von Vereinen und Gemeinden gegen die geplante Verlängerung der Hochgeschwindigkeitsstrecke nach Toulouse und Spanien und der juristische Kampf gegen die kommunizierenden Stromzähler.
Seit Beginn seiner Amtszeit als Bürgermeister lässt Hurmic seine Tätigkeit als Anwalt ruhen.

### Der Kampf gegen Hochgeschwindigkeitsstrecken
Hurmic reichte am 22. Juli 2016 in seiner Eigenschaft als Anwalt von Umweltverbänden und von etwa 15 Gemeinden im Süden der Gironde eine Klage auf Aufhebung der Gemeinnützigkeitserklärung für die Hochgeschwindigkeitsstrecken Bordeaux-Toulouse und Bordeaux-Dax ein, die im Juni 2016 von Alain Vidalies, dem damaligen Staatssekretär für Verkehr, unterzeichnet wurde und die unter anderem ein „Umweltmassaker“ verursachen würden.
Die Wirkung der zu errichtenden Strecken ist seiner Meinung nach nicht nachhaltig; sie stehe im Widerspruch zu den ökologischen Verpflichtungen, die von der Region und der Metropole eingegangen wurden. Das Projekt zeige den Egoismus der gewählten Vertreter der Metropolregion, die bereit seien, 4800 Hektar Natur zu zerstören, um eine halbe Stunde auf einer Zugfahrt einzusparen. Gilles Savary (ehemaliger PS-Abgeordneter des Departements Gironde, Anm. d. Red.) habe es auf den Punkt gebracht: „Rousset denkt nur an die Hochgeschwindigkeitsstrecke und Juppé nur an Bordeaux“. Und die LGV sei für Rousset das, was die Metro für Chaban-Delmas war".
Hurmic protestierte gegen Ausgaben in Höhe von „extravaganten Summen für Infrastrukturen, die nur 1 % der Fahrten bewältigen. Es handelt sich um einen Nischen- und Wohlstandsverkehr, der nur den Metropolen zugutekommt“.
Die Klage wurde vom Staatsrat in einem Urteil vom 11. April 2017 abgewiesen. Hurmic sieht darin „eine Entscheidung, enttäuschend, schlampig und von juristischer Armut […], die vor allem politisch motiviert ist“. Er beschloss daraufhin, in Absprache mit den in diesem Kampf engagierten Verbänden die Möglichkeit einer Anrufung der europäischen Gerichte zu prüfen: die Anrufung des EGMR (Europäischer Gerichtshof für Menschenrechte) oder der Europäischen Kommission im Hinblick auf die Anrufung des EuGH (Gerichtshof der Europäischen Union).

### Linky
Im April 2018 kündigten fast 200 Personen an, das Tribunal de Grande Instance de Bordeaux mit einem Antrag auf Erlass einer einstweiligen Verfügung anzurufen, um im Namen des „Vorsorgeprinzips“ und der „Achtung des Privatlebens“ die Entfernung oder Aussetzung der Installation von Linky-Stromzählern in ihren Wohnungen zu fordern. Pierre Hurmic vertrat die Kläger vor dem TGI in Bordeaux. Es wurden zwei Gründe angeführt: „Der Einsatz von Zählern, die insbesondere über die  Powerline Communication (PLC) kommunizieren, erhöht die chronische Belastung durch elektromagnetische Felder“, obwohl das Gesetz vom 9. Februar 2015 darauf abzielt, diese zu reduzieren. Und "der Stromlieferant oder -verteiler setzt die Installation der sogenannten „Linky“-Zähler ohne die Zustimmung der Personen durch, in manchen Fällen sogar bei Verstoß gegen eine ordnungsgemäß mitgeteilte Ablehnung".

## Schriften
2015 schrieb  Hurmic seinen ersten Roman mit dem Titel Les Pilleurs de glace ‚Die Eispiraten‘. Darin setzt er einen „Eskimo“ ohne Papiere und einen Bankangestellten, der der Umweltkriminalität beschuldigt wird, in Szene, um die klimatischen Gefahren, die Grönland und seine Bewohner bedrohen, zu thematisieren.
Dieses Gebiet fasziniert ihn seit seiner Kindheit, und das durch die globale Erwärmung verursachte Schmelzen des Eises bestärkt ihn nur noch mehr in seinen Überzeugungen.
Mit diesem Buch warnt Pierre Hurmic seine Leser vor der Klimakrise, die eine Folge der maßlosen menschlichen Aktivitäten ist. Er beschreibt darin auch, wie eine Untersuchung und ein Prozess wegen „unterlassener Hilfeleistung für einen gefährdeten Planeten“ ablaufen.
- Les Pilleurs de glace. les Editions Vents salés, Mérignac (Gironde) 2015, ISBN 978-2-35452-108-0, S. 318 (französisch, fnac.com [abgerufen am 3. Juli 2020]).